# Fairmount (Indiana)
Fairmount ist eine Town im Grant County des US-Bundesstaats Indiana.

## Geographie
Die Stadt liegt etwa 90 Kilometer nordöstlich von Indianapolis, hat ungefähr 3000 Einwohner und erstreckt sich über eine Fläche von rund 3,8 Quadratkilometer.

## Geschichte
In Fairmount wurden in den 1830er Jahren vor allem Quäker aus North Carolina sesshaft.
Der Ort ist nach dem Fairmount Park in Philadelphia benannt, was 1870 amtliche Anerkennung fand.

## Persönlichkeiten

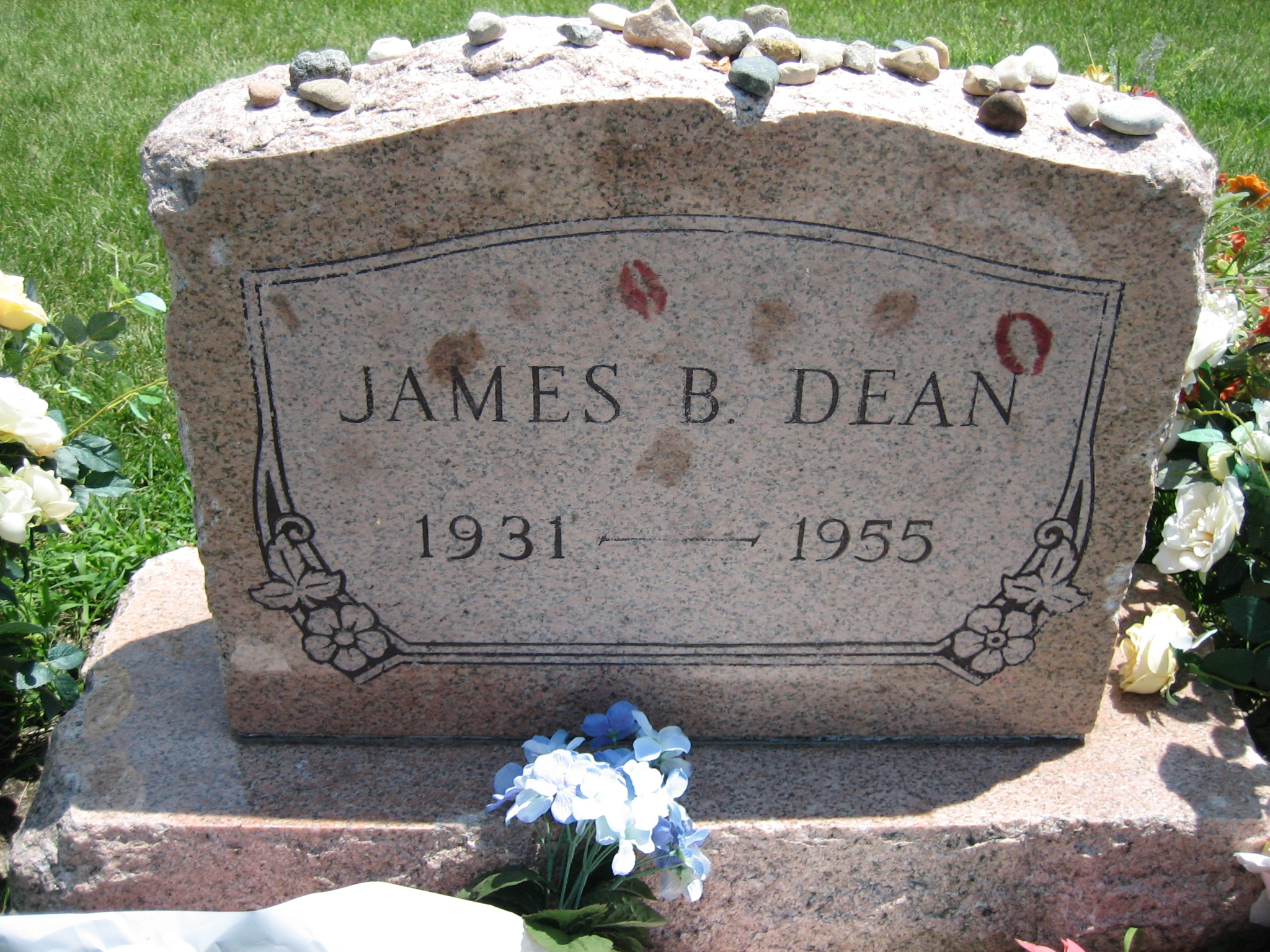
Das Grab James Deans auf dem Park Cemetery

Bekanntheit erlangte Fairmount durch den US-Schauspieler James Dean, der dort einen Teil seiner Kindheit verbrachte und auf dem Park Cemetery beigesetzt wurde.
Ebenfalls in Fairmount aufgewachsen ist der Comic Zeichner Jim Davis, aus seiner Feder stammt die Comic-Figur Garfield.